# عباسعلی بهاری اردشیری
عباسعلی بهاری اردشیری فرزند قاسم‌علی (متولد ۱۳۲۸ در ساری) نماینده دوره‌های اول و دوم مجلس شورای اسلامی از حوزه انتخابیه ساری بوده‌است. بهاری عضو هیئت علمی دانشگاه شهید بهشتی و در حال حاضر صاحب امتیاز باسابقه‌ترین روزنامه شمال کشور یعنی بشیر است.
بهاری تحصیلات ابتدایی حوزوی را در روستای کوهستان نزد محمد کوهستانی آموخت و سپس و در مشهد به تحصیل علوم دینی مشغول بوده است..
وی دارای دکترای زبان و ادبیات عرب از دانشگاه تهران است. وی پیش‌تر به سمت مشاور وزیر ارشاد و دبیرکل امور کتابخانه‌ها، و بعد هم قائم مقامی معاونت حقوقی وزارت راه و ترابری را بر عهده داشت.

.

## نماینده مجلس
- دوره اول: تعداد آراء: ۷۹٬۵۰۹ درصد آراء: ۵۵٫۰۰
- دوره دوم: تعداد آراء: ۸۲٬۳۰۹ درصد آراء: ۵۹٫۰۰[۱]